# Wetenschap in de middeleeuwen

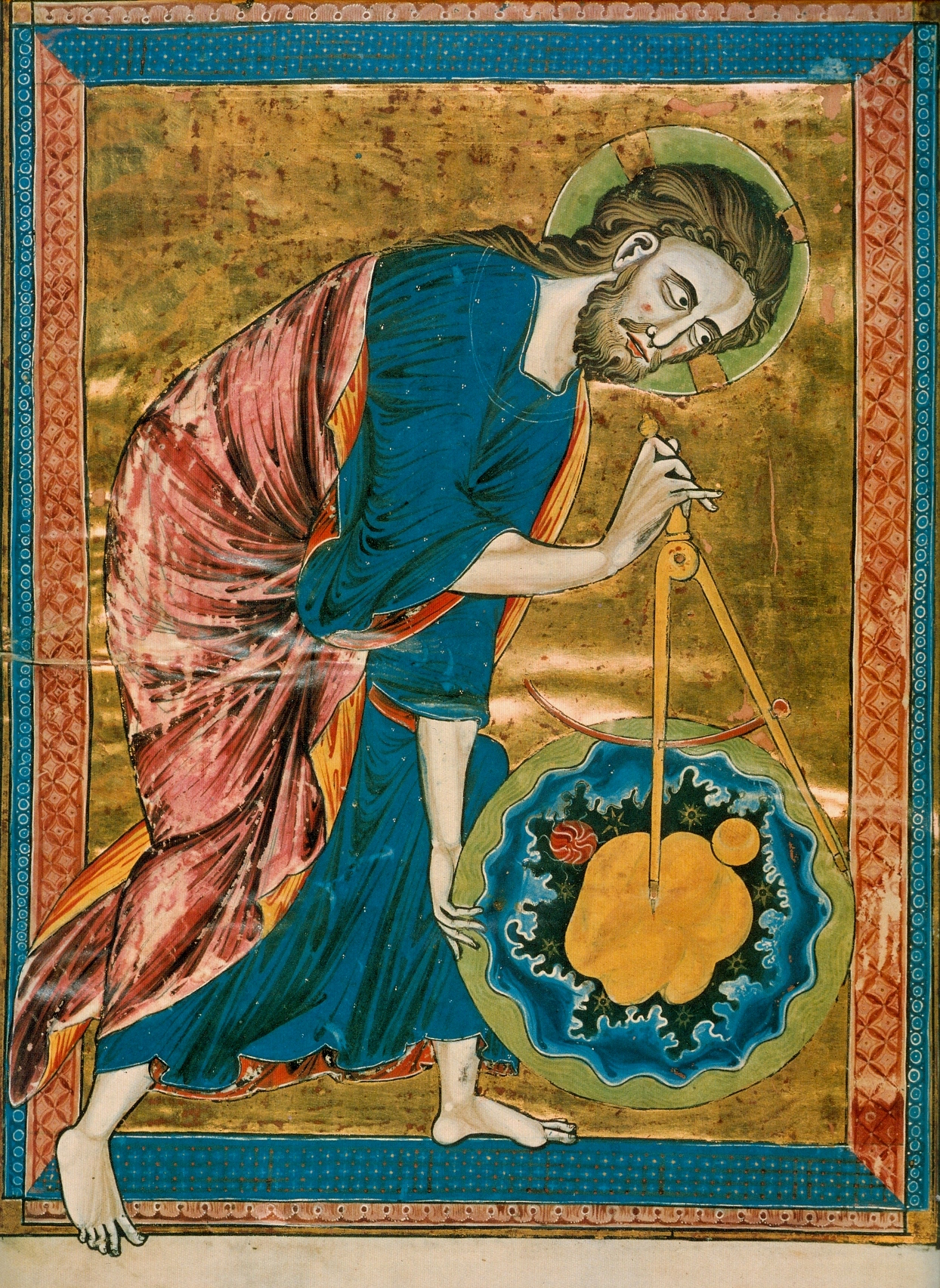
Wetenschap, en vooral meetkunde en astronomie, was voor de meeste middeleeuwse geleerden rechtstreeks verbonden met het goddelijke. Omdat God de wereld had geschapen naar geometrische en harmonische principes was het onderzoeken hiervan het zoeken en aanbidden van God.

Met wetenschap in de middeleeuwen wordt de wetenschap bedoeld zoals deze werd beoefend in de (traditioneel zo genoemde) 'middenperiode', de periode tussen klassieke oudheid en renaissance, volgens de schematische indeling van de Europese geschiedenis.
De bestudering van de middeleeuwse wetenschap door wetenschapshistorici richtte zich vanaf de verlichting vooral op praktische disciplines, zoals middeleeuwse wiskunde en natuurfilosofie. In intellectueel opzicht bezagen vooral vroegmoderne historici de middeleeuwen met dedain. Later keerde een aantal wetenschapshistorici, zoals Pierre Duhem, zich tegen de nadruk die sinds de Verlichting, vaak vanuit een anti-kerkelijke gezindheid, veelvuldig werd gelegd op een veronderstelde afrekening met de middeleeuwse wetenschap gedurende de zeventiende eeuw, ten tijde van de anti-aristotelische en wetenschappelijke revolutie. Als critici van dit conflictmodel benadrukten Pierre Duhem c.s. juist de vooruitgang die gedurende de middeleeuwen reeds in de wetenschap werd geboekt, door geleerden als Thomas van Aquino en Johannes Buridanus. Deze middeleeuwse wetenschappelijke vooruitgang was volgens eerdergenoemde critici de opmaat tot de latere ontdekkingen en paradigmaverschuivingen die in de zeventiende eeuw plaatsvonden.
Hoewel de christelijk geconnoteerde term "middeleeuwen" oorspronkelijk diende om een periode in de geschiedenis van Europa mee aan te duiden, wordt de term bij uitbreiding inmiddels ook voor andere delen van de wereld gebruikt. Hieronder zal daarom ook de 'middeleeuwse vooruitgang' van de wetenschap in het Oosten aan de orde komen.

## De middeleeuwen: West-Europa

### Overzicht
Wetenschappelijk onderzoek was nooit een sterk punt in het Latijnse deel van het Romeinse Rijk, vooral in vergelijking met haar Grieks/Hellenistische tegenhanger. Met het einde van de Romeinse beschaving, het begin van de middeleeuwen, raakte West-Europa gedestabiliseerd en werd de intellectuele productie nog minder. De meeste klassieke wetenschappelijke verhandelingen van de klassieke oudheid (in het Oudgrieks) waren niet beschikbaar, er waren alleen eenvoudige inhoudsopgaven en samenvattingen. Echter ontstond met de zogenaamde renaissance van de twaalfde eeuw hernieuwde interesse in de natuur. De wetenschap in deze gouden periode van de Scholastische filosofie richtte zich met name op logica en bepleitte het empirisme: men wilde de natuur zien als een systeem van samenhangende wetmatigheden dat in het licht van de rede verklaard kon worden. Met deze blik gingen de middeleeuwse wetenschappers op zoek naar verklaringen voor fenomenen in het heelal en bereikten zij belangrijke vooruitgang in gebieden als wetenschappelijke methodologie en fysica. Maar deze vooruitgang werd plotseling onderbroken door de pest en is heden ten dage vrij onbekend, deels doordat de meeste theorieën van de middeleeuwse wetenschap nu verouderd zijn, en deels door het stereotype van de middeleeuwen als vermeende "Donkere middeleeuwen".
Vooral denkers van de 18e-eeuwse verlichting maakten een karikatuur van de middeleeuwen en stelden deze periode voor als een tijdperk van duisternis en bijgeloof, waarin de ontwikkeling van wetenschap en denken belemmerd werd. Nochtans was het een periode van grote technologische vitaliteit. Te denken valt aan fundamentele ontwikkelingen als het hoefijzer en het halsjuk voor het paard, de uitvindingen van de krukas, de handboor, de kruiwagen, en de luchtboog in de architectuur, die de bouw van de gotische kathedralen mogelijk maakten. Belangrijk was ook de verbetering van het tandwiel voor water- en windmolens en deze kennis leidde in de veertiende eeuw tot de bouw van de mechanische klok.

### Vroege middeleeuwen

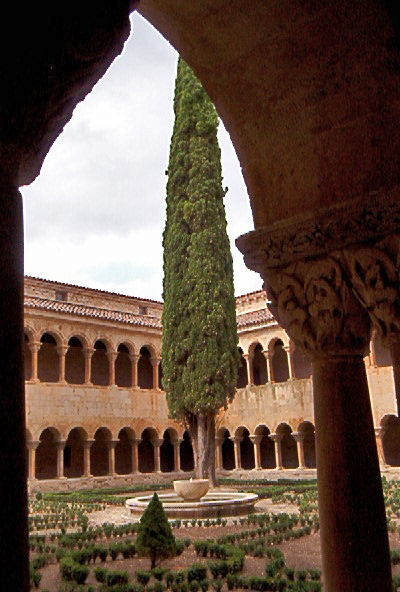
In de vroege middeleeuwen was het culturele leven geconcentreerd in kloosters.

Het West-Romeinse Rijk, dat door het Latijn verbonden was, herbergde nog steeds een groot aantal verschillende culturen die niet volledig geassimileerd waren in de Romeinse cultuur. Verzwakt door migraties, invasies van barbaren en het politieke uiteenvallen van Rome in de 5e eeuw, en geïsoleerd van de rest van de wereld door de verbreiding van de islam in de 7e eeuw, werd het Westen van Europa een caleidoscoop van landelijke populaties en semi-nomadische volkeren. De politieke instabiliteit en de instorting van het stedelijke leven had een sterk negatieve impact op het culturele leven op het continent. De Katholieke Kerk, als enige institutie sterk genoeg om het proces te overleven, behield wat er aan intellectuele kracht was, vooral door de kloosters.
In de Oudheid was Grieks de eerste wetenschapstaal. Zelfs in het Romeinse Rijk waren Latijnse teksten vooral vertaalde uittreksels, gebaseerd op eerder Grieks werk, en het gevorderde wetenschappelijk onderzoek en onderwijs vonden vooral in het hellenistische deel van het rijk plaats, in het Grieks. Laat-Romeinse pogingen de Griekse teksten in het Latijn te vertalen hadden weinig succes.
Naarmate de kennis van het Grieks in de overgangperiode naar de middeleeuwen verminderde, sneed het Latijnse Westen zich af van haar Griekse filosofische en wetenschappelijke wortels. Het meeste wetenschappelijke onderzoek werd gebaseerd op bronnen die vaak incompleet en slecht geïnterpreteerd waren. Latijnstaligen die wetenschap wilden bestuderen hadden alleen toegang tot een paar boeken van Boethius (c. 470-524) en de werken van andere Latijnse geleerden. Veel moest bij elkaar gesprokkeld worden uit niet-wetenschappelijke bronnen: Romeinse praktijkboeken voor landmeetkunde werden gelezen voor de theoretische meetkunde die ze bevatten.
Ontstedelijking beperkte het bereik van het onderwijs, en tegen de zesde eeuw verhuisden het doceren en leren naar klooster- en kathedraalscholen, met de Bijbel als centraal object van studie. Het onderwijs aan leken overleefde vooral in Italië, Spanje, en het zuidelijk deel van Gallië, waar de Romeinse invloeden het langst aanwezig bleven. In de zevende eeuw begon het onderwijs op te komen in Ierland en de Keltische landen, waar Latijn een vreemde taal was en Latijnse teksten gretig werden bestudeerd en onderwezen.
De vooraanstaande geleerden van de vroege eeuwen waren de geestelijken voor wie de studie van de natuur maar een klein deel van hun interesse vormde. Ze leefden in een sfeer die weinig steun bood voor de studie van natuurlijke fenomenen, en ze concentreerden zich op religieuze onderwerpen. De studie van de natuur werd meer om praktische redenen dan als abstract onderzoek gedaan: de behoefte om de zieken te verzorgen leidde tot de studie van geneeskunde en van oude teksten over geneesmiddelen, de behoefte van monniken om de juiste tijd voor het bidden vast te stellen zette hen aan de beweging van de sterren te bestuderen, en de behoefte om de Paasdatum vast te stellen leidde tot de studie en basaal onderwijs in wiskunde en de beweging van de Zon en Maan. Moderne lezers zullen het verontrustend vinden dat soms dezelfde werken de technische details van natuurlijke fenomenen behandelden én hun symbolische betekenis.
Rond 800 kwam de eerste poging om de westerse cultuur weer op te bouwen (zie: Karolingische renaissance). Karel de Grote, die erin geslaagd was een groot deel van Europa onder zich te verenigen, besloot om het onderwijs te hervormen om het Frankische Rijk verder te verenigen en versterken. De Engelse monnik Alcuin van York werkte een educatieproject uit, gericht op het doen herleven van klassieke kennis door studieprogramma's op te stellen gebaseerd op de zeven vrije kunsten: het trivium, of literair onderwijs (grammatica, retorica en dialectiek) en het quadrivium, of wetenschappelijk onderwijs (rekenen, meetkunde, astronomie en muziek). Vanaf het jaar 787 begonnen er decreten te circuleren die aanbevalen om in het hele rijk de oude scholen te vernieuwen en nieuwe te stichten. Deze nieuwe scholen vielen onder de verantwoordelijkheid van een klooster, een kathedraal of een hof.
Maar in de jaren 840 kwam er opnieuw heibel, met het uiteenvallen van het Frankische Rijk en de start van een nieuwe cyclus van barbaarse invallen, ditmaal door Vikingen en Magyaren. De betekenis van Karel de Grote's pogingen zou pas eeuwen later voelbaar worden. Het onderwijs in dialectiek (een discipline die overeenkomt met wat we nu logica noemen) was verantwoordelijk voor de heropleving van de interesse in theoretisch onderzoek. Vanuit deze interesse zou de opkomst van de scholastische traditie van de christelijke filosofie volgen. Bovendien zouden in de 12e en 13e eeuw veel van deze scholen, gesticht onder Karel de Grote, vooral kathedraalscholen, universiteiten worden.

### Hoge middeleeuwen
Rond het jaar 1000 bleef Europa een plek van geestelijke armoede vergeleken met beschavingen als de Islam, of China. Constantinopel had een bevolking van ongeveer 300.000, maar Rome slechts 35.000 en Parijs 20.000. Maar tegen deze tijd maakt de kerstening van het continent rappe vooruitgang en zou zich bewijzen als de langetermijnoplossing voor het probleem van barbaarse invallen. West-Europa werd meer georganiseerd in politiek opzicht en zou de volgende eeuwen een snelle bevolkingsgroei kennen, die grote sociale en politieke verandering met zich meebracht.

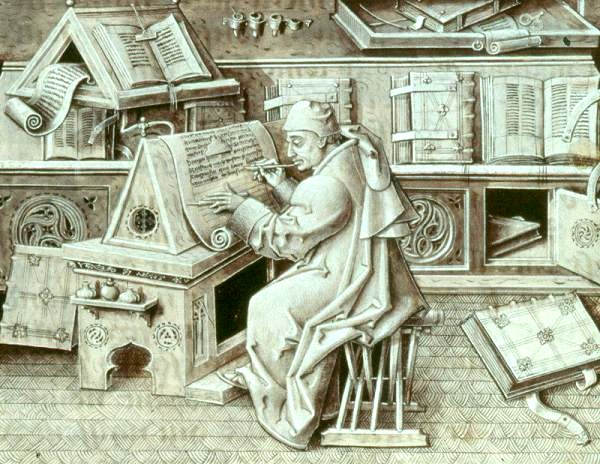
De herontdekking van Griekse werken leidde tot de volle ontwikkeling van de Christelijke filosofie en de scholastiek.

Het culturele scenario begint te veranderen als het contact met de Arabieren na de Reconquista en tijdens de kruistochten de Europeanen mogelijk maakt toegang te krijgen tot bewaarde kopieën van Oudgriekse en Romeinse werken. In de 9e- en 10e eeuw werden veel klassieke Griekse teksten door moslimgeleerden vertaald in het Arabisch, gevolgd door een grote hoeveelheid commentaren door islamitische denkers. Rond 1050 was verdere vertaling begonnen in Noord-Spanje, en de herovering van Toledo en Sicilië door de christelijke koninkrijken tegen het eind van de eeuw maakte het mogelijk dat het vertaalwerk en de vertalingen echt werden opgepakt, zowel door Christenen, Joden en Moslims. Geleerden kwamen uit heel Europa om te helpen bij de vertalingen. Zij worden gezamenlijk de vertalersschool van Toledo genoemd.
Gerard van Cremona is een voorbeeld van een Italiaan die naar Spanje kwam om een enkele tekst te kopiëren en er bleef om meer dan duizend werken te vertalen. Zijn biografie beschrijft hoe hij naar Toledo komt, "Toen hij daar de overdaad aan boeken in het Arabisch over elk onderwerp zag, betreurde hij de armoede van de Latijnen hierin, en leerde hij Arabisch, om te kunnen vertalen."

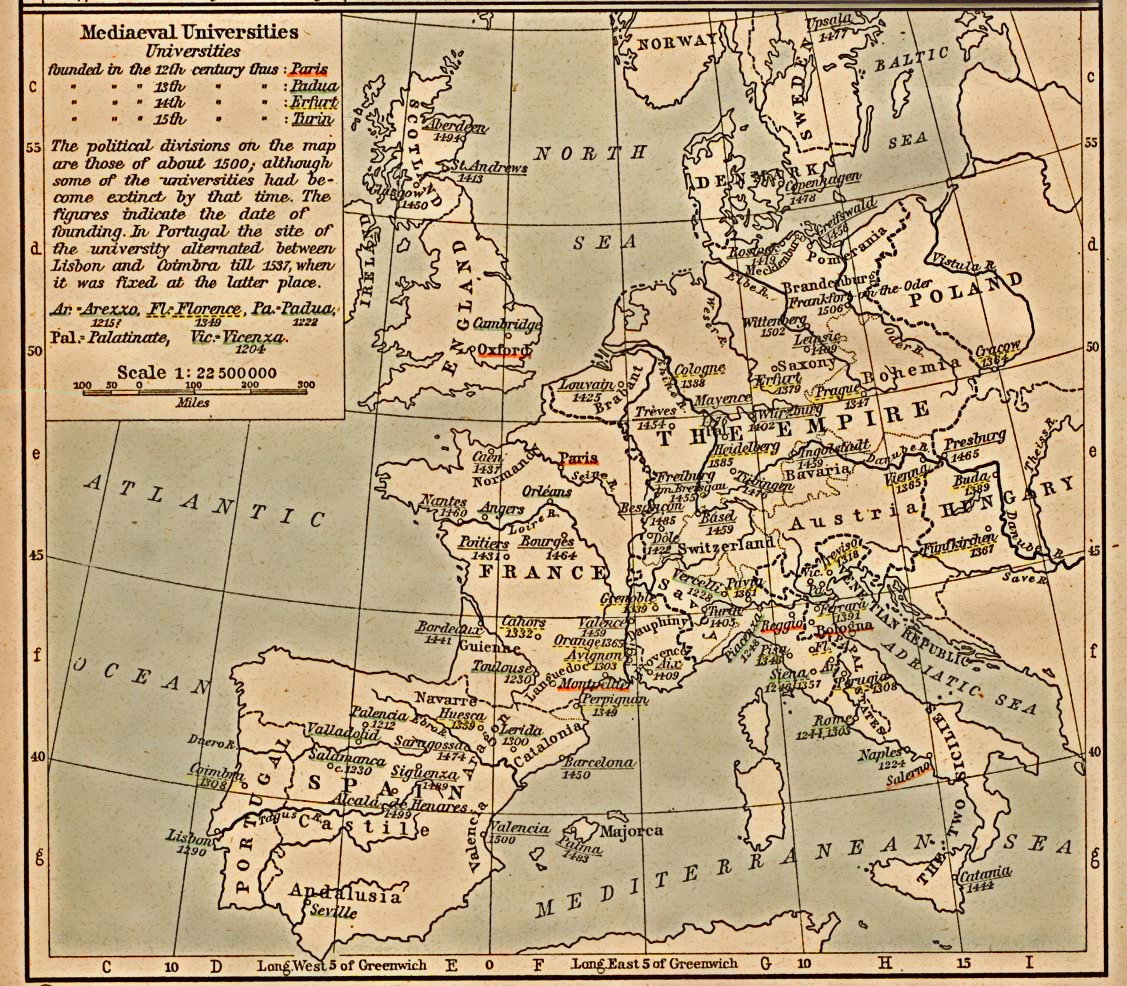
Kaart van de middeleeuwse universiteiten. Zij begonnen een nieuwe infrastructuur onontbeerlijk voor een wetenschappelijke omgeving.

Deze periode zag ook de geboorte van de Middeleeuwse universiteiten. Deze universiteiten hielpen materieel in de vertaling, behoud en verspreiding van de teksten van de ouden en begonnen een nieuwe infrastructuur die nodig was voor de wetenschappelijke gemeenschap. Sommige van deze nieuwe universiteiten waren door het Heilige Roomse Rijk erkend als een instituut van internationale uitmuntendheid en kregen de titel Studium Generale. De meeste van de vroege Studia Generali lagen in Italië, Frankrijk, Engeland, en Spanje, en werden beschouwd als de meest prestigieuze studieplaatsen in Europa. Deze lijst groeide snel toen er door heel Europa nieuwe universiteiten werden gesticht. Al in de 13e eeuw werden geleerden van een Studium Generale aangemoedigd om les te geven aan andere instituten en om documenten te delen, en dit leidde tot de huidige academische cultuur op moderne Europese universiteiten.
De herontdekking van de werken van Aristoteles door middeleeuwse Joodse en Moslim filosofen als (Maimonides, Avicenna, en Averroes) maakte de volle ontwikkeling van de nieuwe christelijke filosofie en de scholastiek mogelijk. Tegen 1200 waren er redelijk accurate Latijnse vertalingen van de belangrijkste werken van Aristoteles, Plato, Euclides, Ptolemaeus, Archimedes en Galenus, alle intellectueel cruciale klassieke schrijvers behalve Thucydides. In de dertiende eeuw werd de natuurfilosofie van deze teksten uitgebreid door vooraanstaande scholastici als Robert Grosseteste, Roger Bacon, Albertus Magnus en Duns Scotus.
Scholastici geloofden in het empirisme en steunden de Rooms-katholieke doctrines door wereldlijke studie, rede en logica. De beroemdste geleerde was Thomas van Aquino (later uitgeroepen tot kerkleraar), die aanzette tot een beweging van het Platonisme en Augustinische naar het Aristotelisme, maar de natuurfilosofie was niet zijn grootste zorg. Grosseteste's nadruk op wiskunde als een manier de natuur te begrijpen, en de empirische aanpak die Roger Bacon aanhing, vormen voorboden van de moderne wetenschappelijke methode .
Grosseteste was de stichter van de beroemde Oxford franciscaanse school. Hij was de eerste scholasticus die Aristoteles' visie van het tweeledige pad van wetenschappelijk denken volledig begreep, te weten inductie, het verheffen van conclusies uit individuele observaties tot een algemene wet, en door deductie weer terug, van algemene wet naar specifieke voorspelling. Grosseteste noemde dit "resolutie en compositie". Verder zei Grosseteste dat beide paden door experimenten moesten worden geverifieerd om de principes te verifiëren. Deze ideeën vestigden een traditie die doorliep tot Padua en Galileo Galilei in de 17e eeuw.

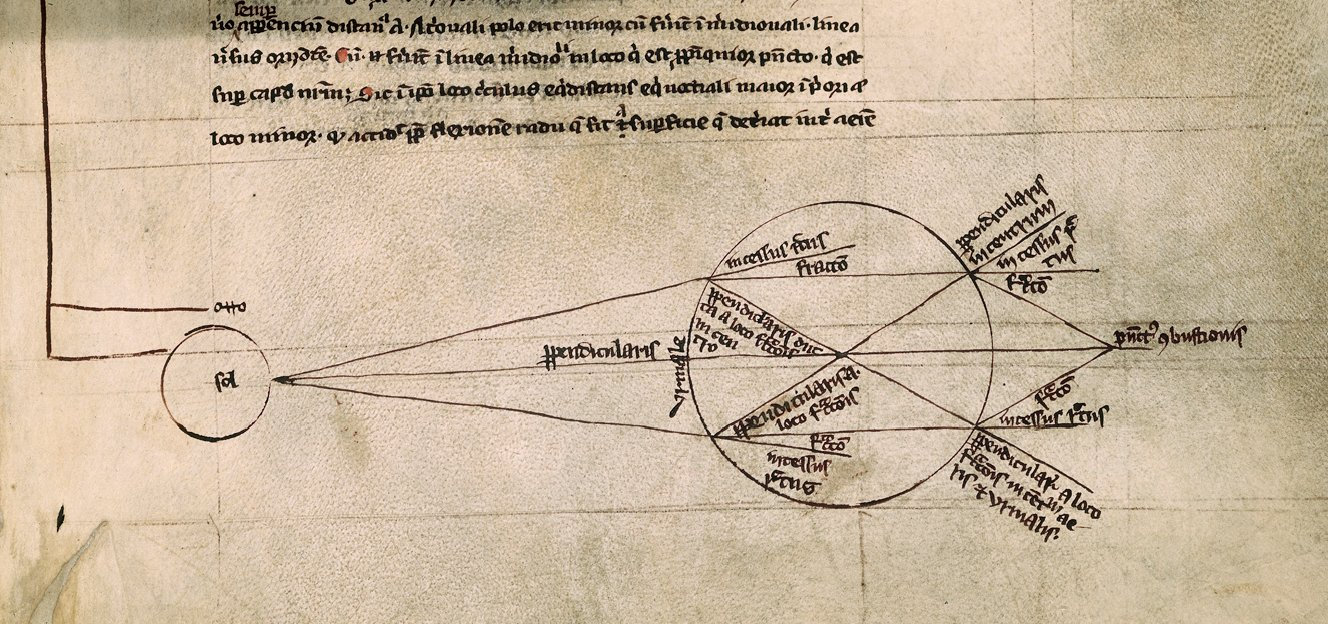
Optisch Een diagram dat licht laat zien dat verstrooid wordt door een bol glas met water, van Roger Bacon of Robert Grosseteste)

Onder de leer van Grosseteste en geïnspireerd door geschriften van Arabische alchemisten die voortborduurden op Aristoteles' beschrijving van inductie, beschreef Bacon een zich herhalende cirkel observatie, hypothese, experiment, en de noodzaak van onafhankelijke verificatie. Hij noteerde de manier waarop hij zijn experimenten uitvoerde in detail, zodat anderen zijn resultaten onafhankelijk konden reproduceren en testen - een hoeksteen van de wetenschappelijke methode, en een voortzetting van het werk van onderzoekers als Al Battani.
Bacon en Grosseteste onderzochten de optica, hoewel veel ervan gelijk was aan wat in die tijd door Arabische geleerden gedaan werd. Bacon droeg sterk bij aan de ontwikkeling van de wetenschap in middeleeuws Europa door de Paus te vragen om de studie van de natuurwetenschappen aan de universiteiten aan te moedigen, en door verschillende boeken samen te stellen die de staat van de wetenschappelijke kennis op verschillende gebieden aangaven. Hij beschreef de mogelijke constructie van een telescoop, maar er is geen sterk bewijs dat hij er een gemaakt heeft.

### Late middeleeuwen
In de eerste helft van de 14e eeuw zag het wetenschappelijk werk van grote denkers het licht. De studies op het terrein van de logica deden Willem van Ockham het principe postuleren dat we nu kennen als Ockhams scheermes. Volgens Ockham zou filosofie zich alleen moeten bemoeien met onderwerpen waarin het echte kennis kan bereiken, een principe dat parcimonie genoemd wordt. Dit zou tot een vermindering van vruchteloze debatten moeten leiden en van filosofie een experimentale wetenschap moeten maken.
Tegen die tijd begonnen geleerden als Johannes Buridanus de overgeleverde wijsheid van Aristoteles' mechanica te betwijfelen; hij ontwikkelde de impetus-theorie, die de eerste stap was naar het moderne concept, inertie. Buridanus anticipeerde Isaac Newton toen hij schreef:

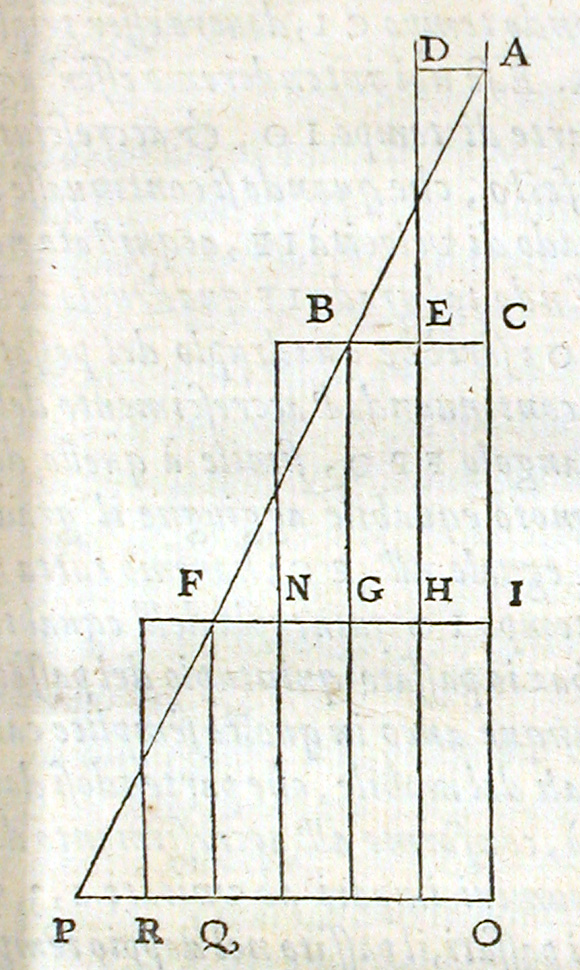
De "wet van de vallende lichamen" van Galileo.

...na de arm van de werper te hebben verlaten, zal het projectiel bewogen worden door een impetus die het van de werper heeft gekregen, en zal blijven bewegen zolang zijn impetus groter is dan de weerstand, en zou oneindig duren als deze niet verminderd en gecorrumpeerd zou worden door een tegenkracht of door iets dat het een andere beweging wil geven
Thomas Bradwardine en zijn collega's, de Oxford Calculators van Merton College, onderscheidden kinematica van dynamica, legden de nadruk op kinematica, en onderzochten ogenblikkelijke snelheid.  Zij formuleerden voor het eerst het gemiddelde snelheid theorema: een lichaam dat met constante snelheid beweegt legt een gelijke afstand af in dezelfde tijd als een vanuit rust eenparig versneld lichaam wanneer de snelheid van dat lichaam de helft is van de eindsnelheid van het versnelde lichaam. Ze bewezen dit theorema ook—de essentie van de "wet van de vallende lichamen"—lang voordat Galileo hier de lauweren voor kreeg.
Op zijn beurt liet Nicolaas van Oresme zien dat de argumenten van de fysica van Aristoteles tegen de beweging van de Aarde niet geldig waren en voegde het argument eenvoud toe aan de theorie dat de Aarde beweegt, en niet de hemel. In zijn hele argumentatie voor een bewegende aarde is Oresme zowel explicieter als duidelijker dan Copernicus twee eeuwen later. Hij was ook de eerste die aannam dat kleur en licht van dezelfde aard zijn, en de ontdekker van de afbuiging van licht door atmosferische refractie, hoewel tot op heden deze ontdekking wordt toegeschreven aan Robert Hooke.
De wetenschapshistoricus Ronald Numbers merkt op dat de moderne wetenschappelijke aanname van methodologisch naturalisme ook teruggevoerd kan worden op deze middeleeuwse denkers:
Tegen de late middeleeuwen typeerde de zoektocht naar natuurlijke oorzaken het werk van Christelijke natuurfilosofen. Hoewel ze altijd de deur openhielden voor mogelijke goddelijke interventie, lieten ze vaak hun minachting blijken voor zachthoofdige tijdgenoten die een beroep deden op wonderen in plaats van naar natuurlijke verklaringen te zoeken. Johannes Buridan (ca. 1295-ca. 1358), geestelijke aan de Universiteit van Parijs, beschreven als "misschien de brilliantste Magister Artium uit de middeleeuwen," contrasted the philosopher’s search for "appropriate natural causes" with the common folk’s erroneous habit of attributing unusual astronomical phenomena to the supernatural. In the fourteenth century the natural philosopher Nicolaas van Oresme (ca. 1320-82), who went on to become a Roman Catholic bishop, admonished that, in discussing various marvels of nature, "there is no reason to take recourse to the heavens, the last refuge of the weak, or demons, or to our glorious God as if He would produce these effects directly, more so than those effects whose causes we believe are well known to us."
Maar een reeks gebeurtenissen die bekend werden als de crisis van de late middeleeuwen waren onderweg. Een reeks hongersnoden en plagen, beginnend met de Grote hongersnood van 1315-1317, en vooral de Zwarte Dood van 1348, verminderde de bevolking misschien met de helft of meer als het Middeleeuws klimaatoptimum tot een einde komt en de eerste eeuw van de Kleine IJstijd begint.
Toen in 1348 de pest (De Zwarte Dood) arriveerde, sloot deze plotseling de voorgaande periode van massale wetenschappelijke verandering af. De pest doodde een derde van de bevolking in Europa, vooral in de dichtbevolkte steden, waar het hart van de innovaties geklopt had. Hernieuwde oplevingen van de pest en andere rampen veroorzaakten een eeuw lang een voortdurende achteruitgang van de bevolking.

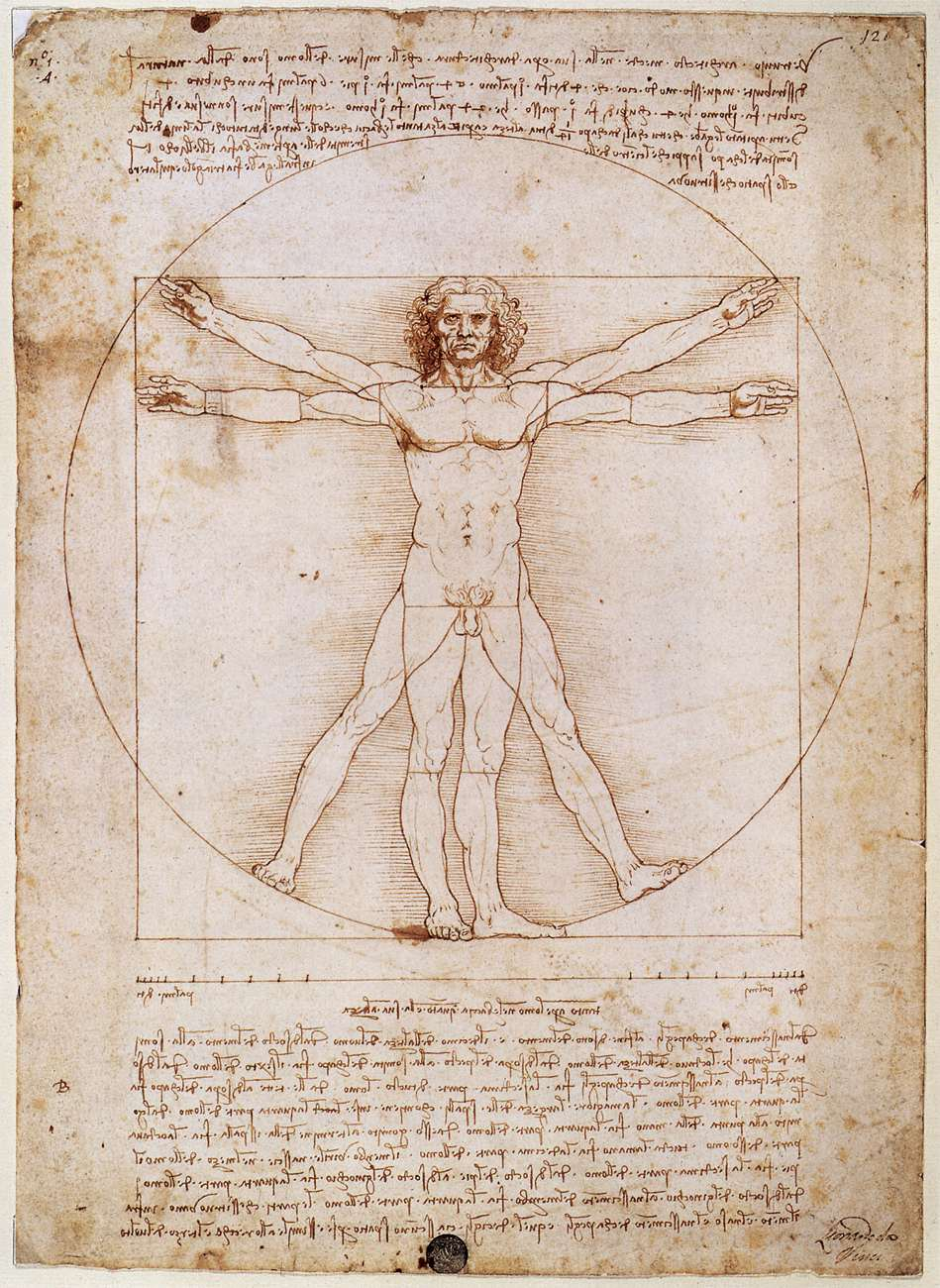
Leonardo da Vinci's Vitruviusman.

### Renaissance van de 15e eeuw
De 15e eeuw was het begin van een cultuuromslag onder invloed van de Italiaanse renaissance.
De herontdekking van oude teksten werd versneld na de Val van Constantinopel in 1453, toen veel Byzantijnse geleerden naar het Westen moesten vluchten, vooral naar Italië. De uitvinding van de boekdrukkunst zou een grote invloed hebben op de Europese samenleving: de gemakkelijke verspreiding van het gedrukte woord democratiseerde het leren en stond een snellere verspreiding van nieuwe ideeën toe.
Maar deze beginperiode wordt meestal gezien als een van wetenschappelijke achteruitgang. Er waren geen nieuwe ontwikkelingen in de fysica of astronomie, en de verering van klassieke bronnen zette het Aristotelische en Ptolemaanse wereldbeeld verder op een voetstuk. Het renaissance-humanisme benadrukte dat de natuur gezien moest worden als een levende spirituele schepping die niet door wetten of wiskunde werd geregeerd. Tegelijkertijd verloor de filosofie veel van haar stevigheid toen men de regels van de logica en deductie secundair ten opzichte van intuïtie en emotie ging zien.
Pas toen de Renaissance Noord-Europa bereikte, zou de wetenschap nieuw leven ingeblazen worden door mensen als Copernicus, Francis Bacon, en Descartes (hoewel Descartes vaak beschreven wordt als een vroeg verlicht denker, in plaats van een late Renaissance-mens).

## Grote namen in de wetenschap in middeleeuws Europa

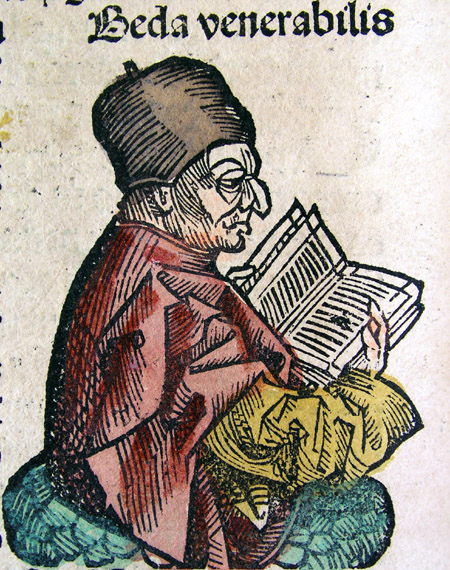
Beda Venerabilis

Beda Venerabilis (de Eerbiedwaardige) (ca. 672-735), monnik van de kloosters van Wearmouth en Jarrow die een werk Over de aard der dingen schreef, verschillende boeken over het wiskundige-astronomische onderwerp van de Computus, waarvan het invloedrijkst De temporum ratione (De berekening van de tijd) was. Hij deed originele ontdekkingen over de aard van de getijden en zijn werk over de computus werd verplichte leerstof voor de geestelijkheid, zodat hij grote invloed had op de vroegmiddeleeuwse kennis van de wereld.

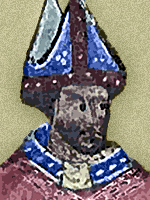
Robert Grosseteste

Robert Grosseteste (1168-1253), bisschop van Lincoln, was het centrale karakter van de Engelse intellectuele beweging in de eerste helft van de 13e eeuw. Hij wordt beschouwd als de stichter van het wetenschappelijk denken in Oxford. Hij had een grote interesse in de natuur en schreef teksten over optica, astronomie en geometrie. In zijn commentaren op de wetenschappelijke werken van Aristoteles, bevestigde hij dat experimenten gebruikt moeten worden om een theorie te bevestigen, om de gevolgen ervan te testen. Roger Bacon werd beïnvloed door zijn werk over optica en astronomie.

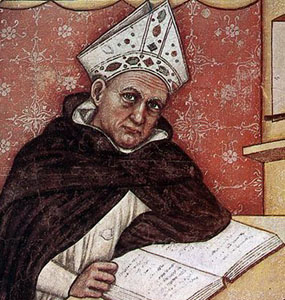
Albertus Magnus

Albertus Magnus (1193-1280), Doctor Universalis, was een van de vooraanstaandste vertegenwoordigers van de filosofische traditie van de Dominicanen. Hij is een van de drieëndertig Heiligen van de Rooms-Katholieke Kerk die de titel Kerkvader kregen. Hij werd beroemd door zijn grote kennis en voor zijn verdediging van een vredige co-existentie tussen wetenschap en religie. Albertus was een essentieel figuur in het introduceren van de Griekse en islamitische wetenschap aan de middeleeuwse universiteiten, hoewel niet zonder aarzeling wat betreft sommige aristoteliaanse stellingen. Een van zijn beroemdste gezegden luidt: "Wetenschap bestaat er niet uit dat men bevestigt wat anderen zeggen, maar in het zoeken naar de oorzaken van fenomenen". Thomas van Aquino was zijn bekendste leerling.

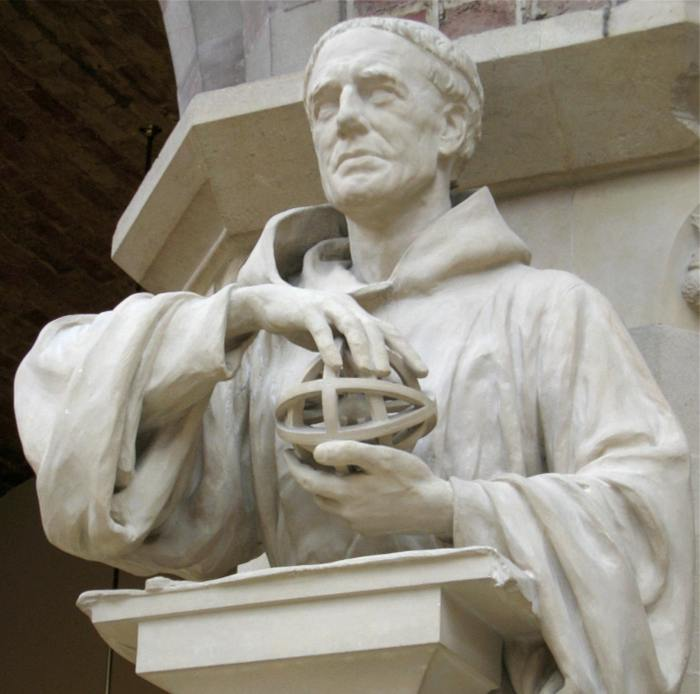
Roger Bacon

Roger Bacon (1214-1294), Doctor Admirabilis, trad rond 1240 toe tot de franciscaner Orde waar hij, beïnvloed door Grosseteste, zich wijdde aan studies waarin hij de waarneming van de natuur en experimenten als de basis van de kennis van de natuur stelde. Bacon was verantwoordelijk voor de verspreiding van het concept "natuurwetten", en droeg bij aan gebieden als mechanica, geografie en, vooral, optica. Hij gaf les aan de Universiteit van Oxford.
Het onderzoek van Grosseteste en Bacon naar optica maakte aan het einde van de 13e eeuw de vervaardiging van brillen mogelijk. Ditzelfde onderzoek zou van onschatbare waarde zijn voor de latere uitvinding van instrumenten als de telescoop en de microscoop.

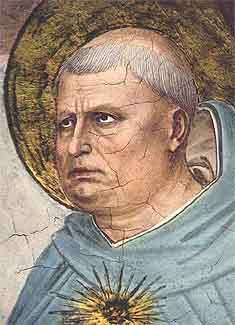
Thomas van Aquino

Thomas van Aquino (1227-1274), Doctor Angelicus, was een Italiaans theoloog en pater bij de Dominicanen. Net als zijn mentor Albert de Grote is hij een katholieke heilige en kerkvader. Hij interesseerde zich niet alleen voor filosofie; hij was ook geïnteresseerd in alchemie en schreef een belangrijke opstel dat Aurora Consurgens heet. Maar zijn grootste bijdrage aan de wetenschappelijke ontwikkeling van de periode was dat hij de hoofdverantwoordelijke was voor het inbedden van het Aristotelisme in de scholastieke traditie. Vooral zijn commentaar op Aristoteles' Physica was verantwoordelijk voor een van de belangrijkste noties in de geschiedenis van de fysica, eerst gesteld door Averroes voor hemellichamen alleen, namelijk de notie van de inerte resistente massa van lichamen, die verder werd ontwikkeld door Kepler en Newton in de 17e eeuw. (Zie Pierre Duhem's analyse The 12th century birth of the notion of mass which advised modern mechanics. uit zijn Système Du Monde op )

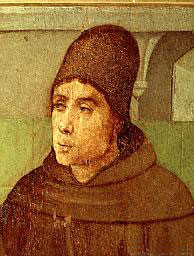
Johannes Duns Scotus

Johannes Duns Scotus (1266-1308), Doctor Subtilis, was Franciscaan, filosoof en theoloog. Hij kwam uit de academische omgeving van de Universiteit van Oxford waar de aanwezigheid van Grosseteste en Bacon nog voelbaar was, en had een ander idee over de relatie tussen rede en geloof dan Thomas Aquinas. Voor Duns Scotus konden de waarheden van het geloof niet begrepen worden door gebruik van de rede. Daarom moest de filosofie geen dienaar van de theologie zijn, maar een onafhankelijke discipline. Hij was de mentor van een van de grootste filosofen van de middeleeuwen, Willem van Ockham.
Willem van Ockham (1285-1350), Doctor Invincibilis, was een Engels Franciscaans pater, filosoof, logicus en theoloog die studeerde aan de Universiteit van Oxford. Ockham verdedigde de lex parsimoniae, dat al in het werk van zijn mentor Duns Scotus aangetroffen kan worden, of beter gekend als Ockhams Scheermes, stelt dat als er verschillende gelijkelijk geldige verklaringen voor een feit zijn, de simpelste moet worden gekozen. Dit werd de grondslag voor wat later bekend werd als de wetenschappelijke methode en een van de pijlers van het reductionisme in de wetenschap. Ockham stierf waarschijnlijk aan de pest. Johannes Buridan en Nicolaas van Oresme waren zijn opvolgers.
Johannes Buridanus (1300-1358) was een Frans filosoof en priester. Hoewel hij een van de beroemdste en invloedrijkste filosofen van de late middeleeuwen was, kennen nu slecht weinigen zijn werk. Een van zijn belangrijkste bijdragen aan de wetenschap was de ontwikkeling van de impetus-theorie, die de beweging van projectielen en voorwerpen in vrije val verklaarde. Deze theorie maakt de weg vrij voor de Dynamica van Galileo Galilei en voor Isaac Newton's beroemde principle van inertie.

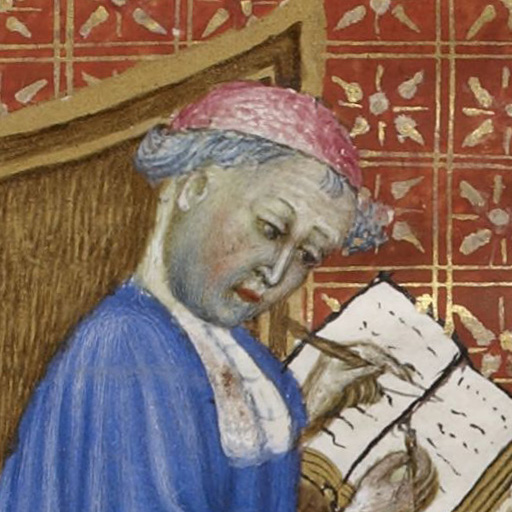
Nicolaas van Oresme

Nicolaas van Oresme (circa 1323-1382) was een intellectueel genie en misschien de origineelste denker van de 14e eeuw. Hij was theoloog en bisschop van Lisieux, en een van de belangrijkste voorstander van de moderne wetenschap. Zijn bijdragen waren strikt wetenschappelijk: zo was Oresme sterk gekant tegen astrologie, maar hij speculeerde wel over de mogelijkheid van buitenaards leven. Hij was de laatste Europese intellectueel die leefde voor de pest, een gebeurtenis die een erg grote weerslag zou hebben op het intellectuele leven aan het einde van de middeleeuwen.

## Rol van de astrologie in de middeleeuwse wetenschappen

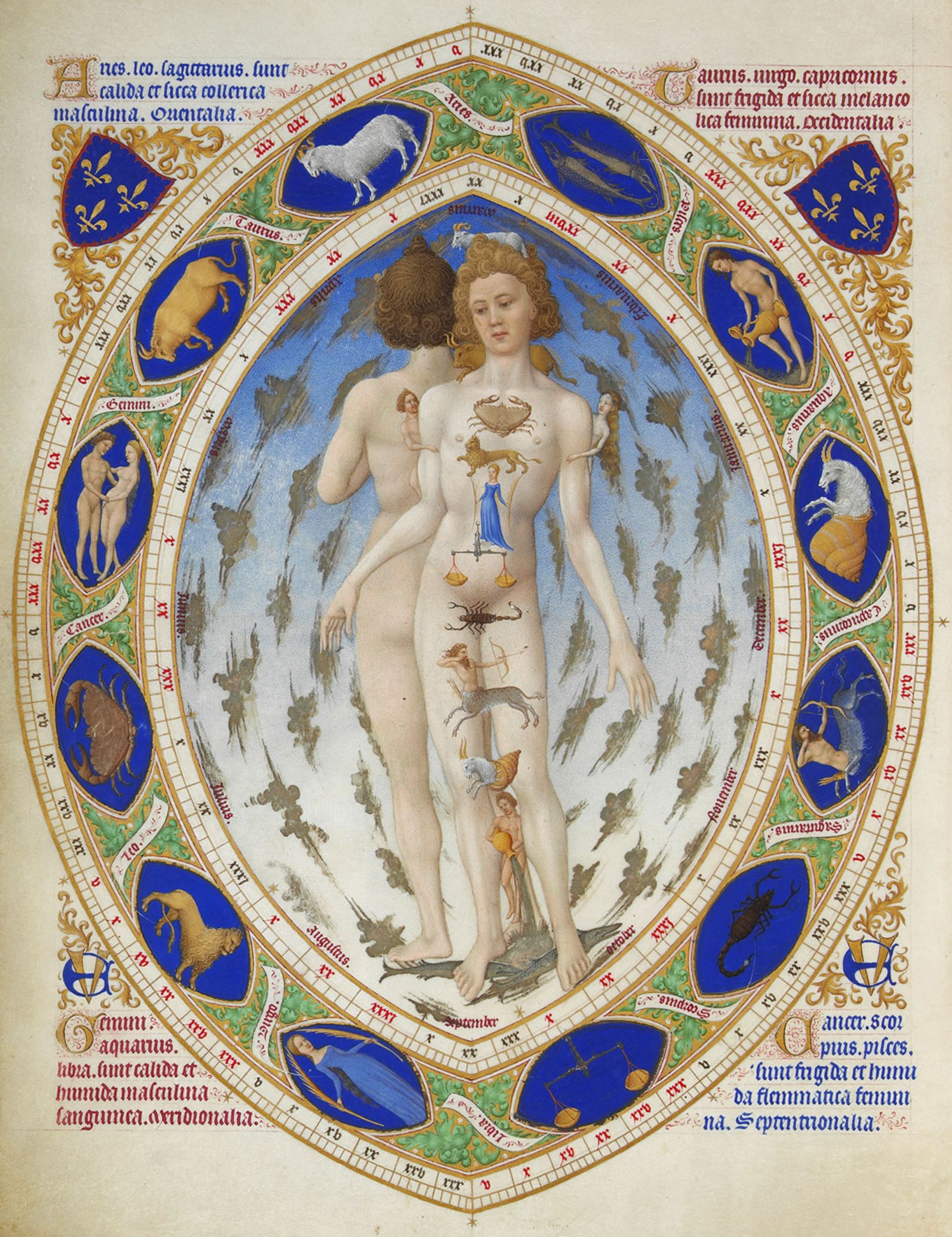
De anatomie van de mens, met astrologische correspondenties. Afbeelding uit Très Riches Heures du Duc de Berry

Verder bouwend op de ideeën van de Babyloniërs ontwikkelde de westerse astrologie zich vooral in de hellenistische periode. De Grieken vergrootten de reikwijdte van de astrologie zodanig dat zij in verband werd gebracht met vrijwel alle bekende wetenschappen: plantkunde, scheikunde, zoölogie, mineralogie, anatomie en de geneeskunde. Kleuren, metalen, stenen, planten, medicijnen en dieren van alle soorten werden elk gekoppeld aan een van de planeten en onder hun heerschappij gebracht.
Door dit proces van combinatie werd het hele gebied van de natuurwetenschappen feitelijk vertaald in de taal van de astrologie met de bedoeling om een soort totaalwetenschap te vormen waarbij alles, zowel in de hemel als op aarde, met elkaar verbonden was. Door de verschijnselen aan de hemel te bestuderen dacht men zodoende aanwijzingen te vinden voor wat de toekomst zou brengen, de aard van een ziekte te ontdekken of het juiste tijdstip van medicatie te achterhalen. Vanwege het belang dat er aan astrologie werd gehecht, maakte het deel uit van het curriculum aan middeleeuwse universiteiten, waarbij elk van de zeven vrije kunsten (Artes liberales) gekoppeld werd aan een planeet.
In de anatomie leidde dit er bijvoorbeeld toe dat verschillende planeten met verschillende delen van het lichaam verbonden werden. De dierenriem werd beschouwd als het prototype van het menselijk lichaam, waarbij een aantal correspondenties golden die een arts verondersteld werd te kennen. Zo werd het hoofd geplaatst in het eerste teken van de dierenriem, Aries, de Ram, en de voeten in het laatste teken, Pisces, Vissen (zie afbeelding). Geneeskunde werd een integraal onderdeel van de astrologie. Ziekten en verstoringen van de gewone functies van de organen werden toegeschreven aan de invloeden van planeten en uitgelegd als het gevolg van omstandigheden waargenomen in een sterrenbeeld of in de positie van een ster.

## Wetenschap in Azië

### Islamitische wereld

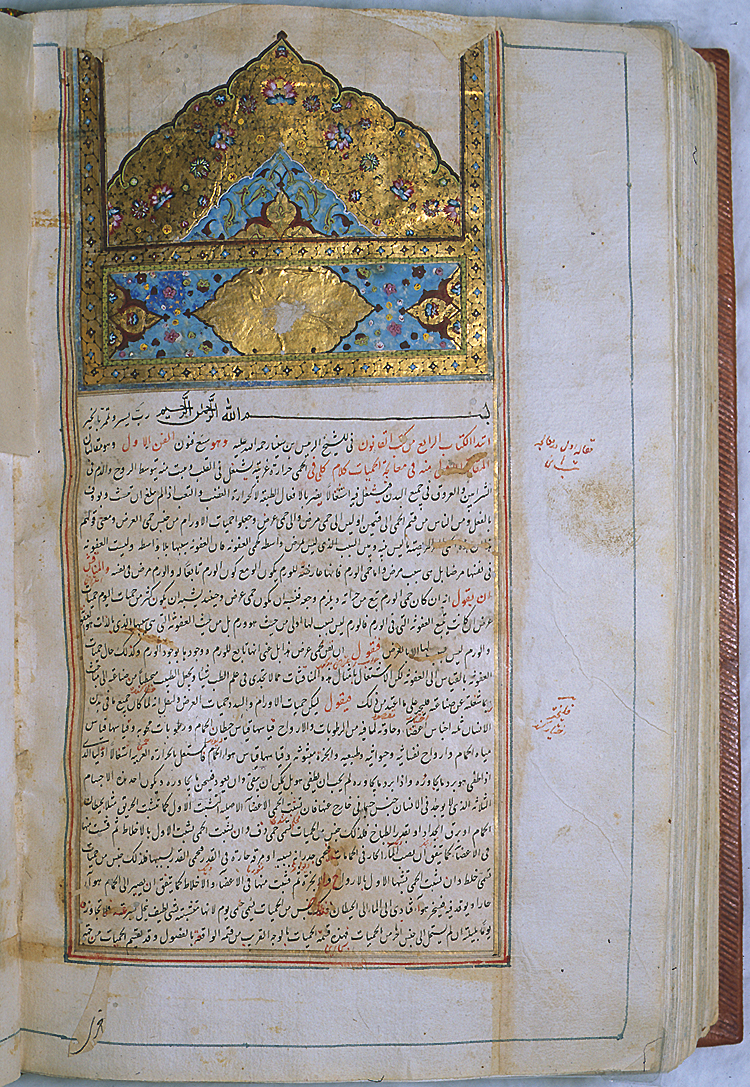
De Canon van de geneeskunde van Avicenna was ook in Europa een standaardwerk

In 529 sloot de Academie van Athene en daarmee verdween het laatste bolwerk van de klassieke Griekse filosofie. Veel wetenschappers vluchtten naar de Academie van Gondesjapoer in het Perzische Rijk.
Het rijk dat de profeet Mohammed stichtte, breidde zich na zijn dood uit over het gehele Midden-Oosten. Het Arabische Rijk nam ook gebieden over waar Grieken woonden.
Onder de dynastie van de Omajjaden werd weinig aan onderzoek gedaan, maar onder de dynastie van de Abbasiden die vanuit Bagdad regeerde, werd veel aan wetenschap en onderzoek gedaan.
Een belangrijke aansporing om aan wetenschap te doen is te vinden in de Koran. De Koran bidt: "Heer, doe mij toenemen in kennis." Deze zin is eeuwenlang door wetenschappers (en hun beschermers) aangegrepen om onderzoek te doen.
De islamitische wetenschappers konden voortbouwen op werken uit Babylonië, Griekenland, India, China en tradities uit het zoroastrisme en het gnosticisme. In 830 werd in Bagdad het Huis der Wijsheid gesticht, waar filosofen, wetenschappers en artsen werken vertaalden uit het Grieks en onderzoek deden. Bekende wetenschappers die hier werkten waren de astronomen/wiskundigen Thabit ibn Qurra en Al-Chwarizmi. Al-Kindi was een bekende filosoof. De moslims interesseerden zich voornamelijk voor de geneeskunde, wiskunde en natuurfilosofie.
Farabi en Avicenna die leefden in de tiende eeuw, waren de belangrijkste filosofen van hun tijd. Avicenna's Canon van de geneeskunde was tot de zeventiende eeuw een standaardwerk, ook in Europa.
Halverwege de elfde eeuw, met de vestiging van het Rijk van de Seltsjoeken in het Midden-Oosten, ontstonden twee nieuwe typen scholen: de nizamiyyah voor hoger onderwijs en de madrassa voor lager en middelbaar onderwijs. Het centrum van de islamitische wetenschap heeft zich dan naar Iran verplaatst. Bekende wetenschappers uit deze periode zijn de astronoom/dichter Omar Khayyam, de astronoom/filosoof Nasir ad-Din al-Toesi en de filosoof al-Ghazali.
De islamitische geschriften zouden later van grote waarden blijken voor de ontwikkeling van de West-Europese wetenschap. Toen Europeanen gedurende en na de kruistochten in contact kwamen met de Arabische wereld, werd veel na de val van het West-Romeinse Rijk verloren gegane kennis weer opnieuw geïntroduceerd in Europa. De originele Griekse geschriften (onder andere in de bibliotheek van Alexandrië) waren veelal om diverse redenen niet meer beschikbaar, dus de Arabische (bijna letterlijke) vertalingen, zijn vrijwel de enige manier waarop veel natuurwetenschappelijke Oud-Griekse werken bewaard zijn gebleven. Een bekende vertaler van Arabische werken was Gerard van Cremona uit het Spaanse Toledo, hij vertaalde in de twaalfde eeuw veel Arabische werken naar het Latijn om ze zo beschikbaar te maken voor Europese geleerden.

### Indiase wetenschap
Lang voor de middeleeuwen ontwikkelden Indiase filosofen atoommodellen, waarin ze systematisch ideeën formuleerden over het atoom en ideeën opperden over de atomische constructie van de materiële wereld. Het principe van relativiteit was ook in vroeg-embryotische vorm aanwezig in het Indiase filosofische concept "sapekshavad". De letterlijke vertaling van dit Sanskriet woord is "theorie van relativiteit" (niet te verwarren met Einsteins relativiteitstheorie).
Tegen het begin van de middeleeuwen werden het wootz-, kroezen- en roestvast staal in India uitgevonden. Het spinnewiel voor het spinnen van draad of garen uit vezelmaterialen als wol of katoen werd in het begin van de middeleeuwen ontdekt. Aan het einde van de middeleeuwen werden er ijzeren raketten ontwikkeld in het koninkrijk Mysore in Zuid-India.
De wiskundige en astronoom Aryabhata opperde in 499 een heliocentrisch zonnestelsel van zwaartekracht waarin hij astronomische en wiskundige theorieën opnam waarin de aarde om haar as zou draaien en de omlooptijd van de planeten werden gezien als elliptische banen ten opzichte van de Zon. Hij geloofde ook dat de maan en de planeten zichtbaar waren door gereflecteerd zonlicht en dat de banen van de planeten ellipsen waren. Hij voerde nauwkeurige berekeningen uit van astronomische constanten gebaseerd op dit systeem, zoals de periodiciteit van de planeten, de omtrek van de Aarde, de zonsverduistering en maansverduistering, de tijd voor de omwenteling van de aarde om haar as, de lengte van de omwenteling van de aarde rond de zon en de lengtegraad van de planeten. Hij introduceerde ook een aantal trigonometrische functies, waaronder sinus, sinus versus, cosinus en inverse sinus), trigonometrische tabellen, en technieken en algoritmes van algebra. Arabische vertalingen van zijn teksten waren in de islamitische wereld tegen de 8e-10e eeuw beschikbaar.
In de 7e eeuw beschreef Brahmagupta kort de wet van de zwaartekracht, en herkende zwaartekracht als een aantrekkingskracht. Hij verklaarde ook helder het gebruik van nul als zowel plaatsbepaler als cijfer, die nu samen met de Arabisch-Indische cijfers overal worden gebruikt. Arabische vertalingen van zijn teksten (rond 770) brachten dit getalsysteem naar de islamitische wereld, waar het aangepast werd als Arabische cijfers. Islamitische geleerden brachten de kennis van dit getalsysteem tegen de 10e eeuw naar Europa.
De Siddhanta Shiromani was een wiskundig-astronomische tekst geschreven door Bhāskara in de 12e eeuw. De 12 hoofdstukken van het eerste deel bestrijken onderwerpen als: gemiddelde lengtegraad van de planeten; echte lengtegraad van de planeten; de drie problemen van dagelijkse rotatie; maansverduisteringen; zonsverduisteringen; breedtegraden van de planeten; opgangen en ondergangen, de maanfases; samenstanden van planeten met elkaar; samenstanden van planeten met sterren; en de pata? van de Zon en de Maan. Het tweede deel bevat dertien hoofdstukken over de bolvorm. Het behandelt onderwerpen als: lof op de studie van de bolvorm; natuur van de bolvorm; kosmografie en geografie; gemiddelde planeetbeweging; excentrische elliptische modellen van de planeten; elliptische berekeningen; eerste zichtbaarheid van de planeten; het berekenen van de maansikkel; astronomische instrumenten; de seizoenen, en problemen van astronomische berekeningen.
Vanaf de 12e eeuw vormden Bhāskara, Madhava en verschillende wiskundigen van de Keralaschool zich een denkbeeld van wiskundige analyse, waaronder het gebruik van afgeleiden, integraalrekening, oneindige reeksen, machtreeksen, Taylorreeksen, trigonometrische reeksen, zwevendekommagetallen en veel andere concepten fundamenteel voor de ontwikkeling van de wiskundige analyse.

### Chinese wetenschap
De vaste-brandstof raket werd rond 1150 in China uitgevonden, ongeveer 200 jaar na de uitvinding van het buskruit (wat de belangrijkste brandstof was) en 500 jaar na de uitvinding van de lucifer. Op dezelfde tijd dat in het Westen de ontdekkingstijd begon, zonden de Chinese keizers van de Ming-dynastie ook schepen, waaronder Zheng He die Afrika bereikte. Maar de ondernemingen kregen verder geen geld, wat de ontdekking en ontwikkeling tot stand bracht. Toen in 1521 Magellaans schepen Brunei bereikten, vonden ze een rijke stad die versterkt was door Chinese ingenieurs, beschermd door golfbrekers. Antonio Pigafetta merkte op dat veel van de technologie van Brunei gelijk was aan de westerse technologie van die tijd. Ook waren er meer kanonnen op Brunei dan op de schepen van Magellaan, en de Chinese kooplui verkochten hen brillen en porselein, die zeldzaam waren in Europa. De wetenschappelijke basis voor deze technologische ontwikkelingen lijkt echter vrij dun te zijn. Het concept kracht werd in Chinese teksten uit die periode niet helder geformuleerd.

## Voetnoten
1. ↑  William Stahl, Roman Science, (Madison: Univ. of Wisconsin Pr.) 1962, vooral pp. 120-133.
2. 1 2  Edward Grant (1996). The Foundations of Modern Science in the Middle Ages. Cambridge University Press. ISBN 0-521-56137-X.
3. ↑  Pierre Riché, Education and Culture in the Barbarian West: From the Sixth through the Eighth Century, (Columbia: Univ. of South Carolina Pr., 1976), pp. 100-129.
4. ↑  Pierre Riché, Education and Culture in the Barbarian West: From the Sixth through the Eighth Century, (Columbia: Univ. of South Carolina Pr., 1976), pp. 307-323).
5. ↑  Linda E. Voigts, "Anglo-Saxon Plant Remedies and the Anglo-Saxons," Isis, 70 (1979):250-268; reprinted in M. H. Shank, ed., The Scientific Enterprise in Antiquity and the Middle Ages, (Chicago: Univ. of Chicago Pr., 2000).
6. ↑  Stephen C. McCluskey, "Gregory of Tours, Monastic Timekeeping, and Early Christian Attitudes to Astronomy," Isis, 81 (1990):9-22; herdrukt in: M. H. Shank, ed., The Scientific Enterprise in Antiquity and the Middle Ages, (Chicago: Univ. of Chicago Pr., 2000).
7. ↑  Stephen C. McCluskey, Astronomies and Cultures in Early Medieval Europe, (Cambridge: Cambridge Univ. Pr., 1998), pp. 149-57.
8. ↑  Faith Wallis, "'Number Mystique' in Early Medieval Computus Texts," in: T. Koetsier and L. Bergmans, eds. Mathematics and the Divine: A Historical Study, (Amsterdam: Elsevier, 2005) pp. 179-99.
9. ↑  Estimating City Populations
10. ↑  Ñóìáóð. Ñòðàíû è ãîðîäà. Äåìîãðàôèÿ äðåâíåãî Êèåâà
11. ↑  Howard R. Turner (1995). Science in Medieval Islam: An Illustrated Introduction. University of Texas Press. ISBN 0-292-78149-0.
12. ↑  Ronald L. Numbers (2003). "Science without God: Natural Laws and Christian Beliefs." In: When Science and Christianity Meet, edited by David C. Lindberg, Ronald L. Numbers. Chicago: University Of Chicago Press, p. 267.
13. ↑  A. C. Crombie, Robert Grosseteste and the Origins of Experimental Science 1100-1700, (Oxford: Clarendon Press, 1971)
14. ↑  In de late Europese middeleeuwen hadden verschillende universiteiten een leerstoel astrologie, onder meer de universiteiten van Parijs, Padua, Bologna en Florence.

- Dit artikel of een eerdere versie ervan is een (gedeeltelijke) vertaling van het artikel History of science in the Middle Ages op de Engelstalige Wikipedia, dat onder de licentie Creative Commons Naamsvermelding/Gelijk delen valt. Zie de bewerkingsgeschiedenis aldaar.